# 함창중학교 오케스트라
함창중학교 오케스트라는 경상북도 상주시에 위치한 함창중학교의 오케스트라이며, 2012년에 창단하였다. 2016년에 함창중학교와 함창고등학교 학생이 합쳐진 천마학생오케스트라를 새롭게 창단하였다.

## 연혁
- 2012년 11월        : 함창중학생오케스트라 창단
- 2013년 02월 23일 : 2015 세계군인체육대회 성공개최 후원의 밤 초청연주
- 2013년 05월 13일 : 삼백 청소년 한마음축제 초청 공연
- 2013년 05월 14일 : 경북대학교 대동제 초청 공연
- 2013년 05월 28일 : 함창지역 주민과 청소년을 위한 찾아가는 음악회 공연
- 2013년 07월 25일 : 4H 야영교육 초청 공연
- 2013년 08월 24일 : 제4회 경북학생 실용음악제(동상)
- 2013년 09월 16일 : 제41회 화랑문화제 참가(대상)
- 2013년 09월 27일 : 함창명주테마 개막식 공연
- 2013년 11월 20일 : 함창중학교오케스트라 제1회 정기 연주회
- 2013년 12월 24일 : 2013 영어말하기대회 식전행사 공연(주관 문경교육지원청)
- 2014년 10월 10일 : 2014 상주 이야기 축제 1인 1악기 동아리 발표회 참가
- 2014년 10월 30일 : 학교폭력예방 영화 '나비' 시사회 식전행사 연주
- 2014년 11월 04일 : 제17회 문경초록동요제 식전행사 연주
- 2014년 12월 02일 : 함창읍 관내 연합 "초등학교 학예회" 식전행사 연주
- 2014년 12월 15일 : 안동 MBC 찾아가는 작은 음악회 출연
- 2014년 12월 24일 : 제1회 경북학생예술교육(오케스트라) 페스티벌 참가
- 2015년 05월 27일 : 상주시 희망실버타운 요양원 찾아가는 연주 봉사활동
- 2015년 07월 21일 : 상주시립 노인전문요양병원 찾아가는 연주 봉사활동
- 2015년 09월 05일 : 2015 함창 명주테마 페스티벌 참가

- 2015년 10월 10일 : 제43회 화랑문화제 청소년 페스티벌 참가

- 2015년 11월 17일 : 제2회 경북 학교예술교육 안동 페스티벌 참가
- 2016월 03월 02일 : 함창중고'천마학생오케스트라'창단
- 2016년 05월 25일 : 상주 희망실버타운 요양원 찾아가는 연주 봉사활동

- 2016년 06월 01일 : 상주 운정골드에이지 노인요양원 연주 봉사활동
- 2016년 07월 13일 : 상주 시립노인전문요양병원 연주봉사활동
- 2016년 09월 02일 : 함창 명주테마 페스티벌 공연
- 2016년 10월 08일 : 화랑문화제 이야기 축제 페스티벌 참가
- 2016년 10월 25일 : 제3회 경북 학교예술교육 구미 페스티벌 참가
- 2016년 12월 21일 : 제4회 천마 학생오케스트라 정기연주회
- 2017년 05월 23일 : 제5회 천마 오케스트라 정기연주회(문경문화예술회관)

- 2017년 08월 03일 : 2017 상주거리예술제 천마오케스트라 초청공연(상주 왕산)

- 2017년 10월 18일 : 제6회 천마 학생오케스트라 정기연주회(상주문화회관)

- 2018년 04월 06일 : 제7회 천마 학생오케스트라 정기연주회(함창천마플라자)

- 2018년 10월 24일 : 상주 시립노인전문요양병원 연주봉사활동
- 2018년 10월 30일 : 경산학교예술 오케스트라 페스티벌 참가(천마아트센터)
- 2019년 04월 26일 : 제8회 천마 학생오케스트라 정기연주회(함창천마플라자)

- 2019년 09월 25일 : 상주 시립노인전문요양병원 찾아가는 연주 봉사활동
- 2019년 11월 18일 : 제9회 천마 학생오케스트라 정기연주회(상주문화회관)

- 2020년 12월 28일 : 제10회 천마 학생오케스트라 정기연주회(함창천마플라자)

- 2021년 04월 16일 : 2021 등굣길 음악회 개최(함창중고등학교)
- 2021년 10월 25일 : 학교예술교육페스티벌 참가(경북도청 동락관)
- 2021년 12월 22일 : 제11회 천마 학생오케스트라 정기연주회(함창천마플라자)

- 2022년 04월 13일 : 2022 등굣길 음악회 개최(함창중고등학교)
- 2022년 12월 27일 : 제12회 천마 학생오케스트라 정기연주회(함창천마플라자)

- 2023년 04월 05일 : 2023 등굣길 음악회 개최(함창중고등학교)

- 2023년 10월 18일 : 제13회 천마 학생오케스트라 정기연주회(함창천마플라자)

- 2024년 04월 17일 : 2024 등굣길 음악회 개최(함창중고등학교)

- 2024년 10월 23일 : 제14회 천마 학생오케스트라 정기연주회(함창천마플라자)

## 같이 보기
- 함창중학교
- 함창중학교 축구부
- 함창고등학교